# Friona notabilis
Friona notabilis là một loài tò vò trong họ Ichneumonidae.